# Гроте ди Кастелана (Бари)
Гроте ди Кастелана (итал. Grotte di Castellana) је насеље у Италији у округу Бари, региону Апулија.
Према процени из 2011. у насељу је живело 175 становника. Насеље се налази на надморској висини од 331 м.